# Новоберислав
Новоберисла́в — село в Україні, у Бериславській міській громаді Бериславського району Херсонської області. Населення становить 1058 осіб.

## Населення

### Мовний склад
Рідна мова населення за даними перепису 2001 року:
| Мова       | Чисельність, осіб | Доля     |
| ---------- | ----------------- | -------- |
| Українська | 914               | 86,39 %  |
| Російська  | 105               | 9,92 %   |
| Вірменська | 31                | 2,93 %   |
| Інше       | 8                 | 0,76 %   |
| Разом      | 1 058             | 100,00 % |

## Історія
Історично на місці сучасного Новоберислава існувала важлива переправа через річку Дніпро, яка використовувалася ще в часи Козацької доби.
У 1839 році засноване поселення генерал-губернатором Новоросійського краю графом Воронцовим за казенний рахунок і мало статус колонії, в якій оселилися переселенці  представники єврейського народу – Новоберислав, населений вихідцями з Литви та Курляндії.
Новоберислав став частиною процесу переселення, ставши однією з єврейських колоній на землях, наданих імперією для сільськогосподарського освоєння. Ці поселення були частиною ширшого процесу розвитку єврейських землеробських колоній на півдні України, що стало можливим після указу про створення єврейської осілості.
Станом на 1886 рік в колонії Старошведської волості Херсонського повіту Херсонської губернії мешкало 525 осіб, налічувалось 50 домогосподарств, існували синагога, школа та лазня.
Радянська влада була встановлена в селі у січні 1918 року.
З 7 березня 1923 року село перебуває у складі Бериславського району.
У 1925-28 роках колоністи об’єднувалися в невеликі сільгоспартілі та товариства спільного обробітку землі.
У 1929-30 роках всі артілі були об’єднані в колгосп «Вільний робітник».
Під час голоду 1932 року багато мешканців села переселилися в Херсон, Одесу, Мелітополь.  
23 серпня 1941 року Новоберислав був окупований німецькими військами.  І тут маємо трагічну долю колоністів, які ціною власних життів дізналися про Голокост... 
У перші дні війни єврейські родини хотіли перебратися через дрімайлівську переправу на радянський берег, але потрапили в полон до німців. Їх розстріляли у рові біля Дрімайлівської балки.
Після перемоги над нацизмом село було відновлено, але вже не як колонія євреїв.
У 1976 році на базі села Новоберислав організовано радгосп «Виноградний», який існував до 2001 року. 
12 червня 2020 року, до розпорядження Кабінету Міністрів України № 726-р «Про визначення адміністративних центрів та затвердження територій територіальних громад Херсонської області», село увійшло до складу Бериславської міської громади.

### Російсько-українська війна
24 лютого 2022 року, в ході широкомасштабного російського вторгнення на Херсонщину, село було тимчасово окуповане російськими загарбниками.
11 листопада 2022 року, під час контрнаступу в Херсонській області, село звільнено Збройними Силами України. Після звільнення Новоберислав перебуває під постійним вогнем російської армії.
27 листопада 2022 року російські війська обстріляли звільнений Новоберислав зі сторони Каховки, пошкоджені будинки.
6 лютого 2023 року окупанти вчергове обстріляли село. 
7 квітня 2023 року, вранці, Новоберислав був атакований авіабомбами, під обстріл попав дитячий садок, будівлю зруйновано.
20 серпня 2023 року, близько 15:30, окупанти з БПЛА скинули два вибухові пристрої на місцевого мешканця, який йшов вулицею Новоберислава. Від отриманих поранень 33-річний місцевий житель загинув на місці.